# Ново-Воскресенское (Тверская область)
Ново-Воскресенское — опустевшая деревня в Лихославльском районе Тверской области.

## География
Находится в центральной части Тверской области на расстоянии приблизительно 13 км на север-северо-восток по прямой от районного центра города Лихославль.

## История
Деревня не отмечалась на дореволюционных картах. Появилась на карте 1987 года. До 2021 года входила в Сосновицкое сельское поселение Лихославльского района до его упразднения.

## Население
Численность населения не была учтена как в 2002 году, так и в 2010.